# Fred von Hoerschelmann
Fred von Hoerschelmann (* 16. November 1901 in Hapsal, Estland; † 2. Juni 1976 in Tübingen) war ein deutscher Schriftsteller und Hörspielautor.

## Leben
Fred von Hoerschelmann war das zweite Kind der Eheleute Elisabeth (geb. Sevecke) und Martin von Hoerschelmann. Der Vater war Arzt. Nach dem Besuch der Domschule in Reval (Tallinn) studierte er von 1921 bis 1925 an den Universitäten Dorpat (Tartu) und München zunächst Chemie, später Philosophie, Kunstgeschichte und Literaturwissenschaft.
Seine schriftstellerische Laufbahn begann 1927 mit der Veröffentlichung zahlreicher Erzählungen in der Vossischen Zeitung, im Berliner Tageblatt, in der Berliner Zeitung und der Frankfurter Zeitung.
In Hapsal entstand Hoerschelmanns erstes Hörspiel Flucht vor der Freiheit, das deutschlandweit Erfolg hatte und bis heute zu den Klassikern aus der Frühzeit des Hörspiels zählt. Von dem Hörspiel existieren vier Fassungen: die Erstfassung aus den Jahren 1928/29, eine revidierte zweite Fassung von 1932, eine Bearbeitung Arnolt Bronnens, die unter dem Titel Der Weg in die Freiheit am 3. Januar 1933 bei der Berliner Funkstunde (mit Heinrich George in der Rolle des Maschinisten Rauk) gesendet wurde und eine auf Grundlage der Bronnen-Fassung entstandene vierte Fassung aus Anlass einer Neuproduktion des Norddeutschen Rundfunks Hamburg von 1959.
Die Ankündigung seines zweiten, 1933 gesendeten Hörspiels Urwald machte die damals 15-jährige Elisabeth Noelle-Neumann, die spätere Gründerin des Instituts für Demoskopie in Allensbach, auf Fred von Hoerschelmann aufmerksam. Sie schrieb ihm einen Brief, in dem sie nicht – wie zu erwarten gewesen wäre – um ein Autogramm bat, sondern den Autor kennenlernen wollte. Dieser Vorgang bildete den Auftakt für eine mehr als 40 Jahre währende Korrespondenz und enge Freundschaft mit dem fünfzehn Jahre älteren Autor.
Im selben Jahr wurde sein Hörspiel Die wirkliche Unschuld nach einer Komödie von Musset, nachdem es von der Westdeutschen Rundfunk AG (WERAG) zunächst angenommen worden war, aufgrund seines französischen Sujets abgelehnt. Als die Tätigkeit für verschiedene Zeitschriften und den Rundfunk in Anbetracht der politischen und strukturellen Veränderungen immer schwieriger wurde, entschloss sich Hoerschelmann, der bis 1936 zeitweise in Berlin lebte, endgültig nach Estland zurückzukehren, wo ihn 1939 die nationalsozialistische Machtpolitik einholte. Im gleichen Jahr wurde er nach Hohensalza in das kurze Zeit zuvor von den deutschen Truppen besetzte polnische Wartheland umgesiedelt. Dort war er in einer Schulbehörde angestellt. In den darauffolgenden Jahren entstanden die beiden Dramen Die zehnte Symphonie (Uraufführung Aussig/Ústí nad Labem 1941) und Wendische Nacht (Uraufführung Hamburg 1942).
Trotz Unabkömmlichstellung wurde Hoerschelmann 1942 zur Wehrmacht eingezogen. Nach Ende des Zweiten Weltkrieges ließ Hoerschelmann sich als freier Schriftsteller in Tübingen nieder. Hier lernte er seine langjährige Freundin, die Schauspielerin Helen von Münchhofen kennen, die später seinen Nachlass erbte. Dieser wurde von ihr dem Deutschen Literaturarchiv Marbach übergeben.
Im Jahre 1950 erschien Fred von Hoerschelmanns Erzählungsband Die Stadt Tondi. Die darin gesammelten Erzählungen spielen in der an Hapsal angelehnten imaginären estnischen Stadt Tondi. In den zumeist monologischen oder sich auf eine Figur konzentrierenden Erzählungen werden dissoziierte Menschen porträtiert. Im Mittelpunkt dieser Erzählungen stehen existentielle Fragen des menschlichen Lebens und Konflikte, die um Schuld, Verantwortung und Gewissen kreisen. Hoerschelmann wird hier als ein erfindungsreicher Erzähler mit einem Scharfblick für menschliche Abgründe erkennbar.
Von 1949 bis zu seinem Tod 1976 entstanden mehr als 20 Hörspiele und etwa 30 Funkbearbeitungen literarischer Vorlagen. Zu seinen bekanntesten Originalhörspielen zählen Die verschlossene Tür (1952), Das Schiff Esperanza (1953) und Dichter Nebel (1961). Gemessen an der Zahl der Übersetzungen und Produktionen im In- und Ausland gilt Das Schiff Esperanza als das erfolgreichste deutsche Hörspiel.
In seinen Funkarbeiten bediente sich Fred von Hoerschelmann der modernen Techniken des Rundfunks und entwickelte neue Formen literarischer Repräsentation, wie sie nur im Hörspiel möglich sind. Dieser Zusammenhang von Tradition und Innovation ist charakteristisch für das Hörspielwerk Fred von Hoerschelmanns. Der Formenreichtum seiner Hörspiele wird durch eine Fülle an literarischen, strukturellen und dramaturgischen Gestaltungsmöglichkeiten und nicht zuletzt auch die inhaltlich-thematische Vielfalt erkennbar. Sein funkakustisches Œuvre reicht vom „realistischen Problemhörspiel“ über die Komödie bis zur Groteske, von der realen über die absurde bis zur fiktionalen Handlung und von historischen bis zu futuristischen Stoffen. Durch eine innovative Hörspielpoetik der „Krise des Erzählens“ entgegenzuwirken war Fred von Hoerschelmanns Anspruch.
Fred von Hoerschelmanns Hörspiele zeichnen ein detailliertes Bild der deutschen Nachkriegsgesellschaft und halten ihr zugleich einen Spiegel vor. Die Figuren müssen, auf sich allein gestellt, in einer für sie bedrohlichen oder nicht durchschaubaren Situation Entscheidungen treffen. Das novellistische Erzählen mit einem zumeist dramatisch zugespitzten offenen Schluss, der den Hörer auffordert, nach einer Lösung zu suchen, und der Umgang mit existentiellen Fragen des menschlichen Lebens kennzeichnen Hoerschelmann als „Meister der Hörspieldramaturgie“ (Heinz Schwitzke) sowie als „Romancier des Radios“.

## Werke

### Werkausgabe
- Fred von Hoerschelmann: Werke, herausgegeben u. kommentiert von Hagen Schäfer, 4 Bände, Wallstein: Göttingen 2019, ISBN 978-3-8353-3175-4.
- Fred von Hoerschelmann/Elisabeth Noelle-Neumann: Briefwechsel, herausgegeben u. kommentiert von Hagen Schäfer und Ralph Erich Schmidt, Wallstein: Göttingen 2021, ISBN 978-3-8353-3174-7.

### Erzählungen
- Die Stadt Tondi, 1950
- Sieben Tage, sieben Nächte, 1963

### Theaterstücke
- Das rote Wams, Komödie, 1935
- Die X. Symphonie, Drama, 1941
- Wendische Nacht, Drama, 1942

### Hörspiele
- Die Flucht vor der Freiheit (1928/29/1932/1933/1959)
- Urwald (1932)
- Die wirkliche Unschuld (1932/33), nicht gesendet
- Amtmann Enders (1949)
- Was sollen wir denn tun? (1950)
- Die verschlossene Tür (1952)
- Eine Stunde Aufenthalt (1952)
- Der Hirschkäfer (1952)
- Sabab und Illah (1952)
- Ich bin nicht mehr dabei (1952)
- Das Schiff Esperanza (1953) (parallele Ursendungen am 25. und 26. März 1953 bei SDR/NWDR)
- Rendezvous der Maschinen (1953), zusammen mit Walter Jens, nicht gesendetes Fragment
- Ich höre Namen (1954)
- Caro (1954)
- Ein Weg von acht Minuten (1955)
- Timbuktu (1955)
- Aufgabe von Siena (1955)
- Fröhliches Erwachen (1955)
- Der Palast der Armen (1956)
- Die Saline (1958)
- Dichter Nebel (1961)
- Der Käfig (1962)
- Sizilianischer Frühling (1967)
- Die blaue Küste (1970)

### Funkbearbeitungen
- Der Spieler (Fjodor Dostojewski) (1956)
- Auferstehung/Katjuscha (Lew Tolstoi) (1960)
- Sperrzonen (Stefan Andres) (1958)
- Der Walzer der Toreros (Jean Anouilh) (1958)
- Tante Lisbeth (Honoré de Balzac) (1951)
- Die Brücke am Kwai (Pierre Boulle) (1957)
- Die Asche des Sieges (Georges Conchon) (1963)
- Frevel in Äthiopien (Ennio Flaiano) (1957)
- Ein ausgebrannter Fall (Graham Greene) (1962)
- Der Goldbrunnen/Die schickliche Wehmut des Hühnerkönigs nach Der Eisenhans (Brüder Grimm) (1966)
- Die Affenpfote (William Wymark Jacobs)
- Die Heideschuster (Aleksis Kivi) (1958)
- Doña Rosita oder Die Sprache der Blumen (Federico García Lorca) (1960)
- Bluthochzeit (Federico García Lorca) (1960)
- Mariana Pineda (Federico García Lorca) (1960)
- Die wundersame Schustersfrau (Federico García Lorca) (1961)
- Yerma (Federico García Lorca) (1961)
- Madame Legros (Heinrich Mann)
- Das Wunder des Malachias (Bruce Marshall) (1953)
- Regen (John Colten/Clemence Randolph) (1956)
- Die Reisenden (Edmund Niziurski) (1959)
- Cosî è (se vi pare) (Luigi Pirandello)
- Die Pariser Komödie (William Saroyan) (1961)
- Das Spiel ist aus (Jean-Paul Sartre) (1961)
- Maigret und die schrecklichen Kinder (George Simenon) (1958)
- Der Passagier vom 1. November (Georges Simenon) (2 Teile, 1956)
- Jahrmarkt des Lebens/Vanity Fair (W. M. Thackeray) (5 Teile, 1958)
- Das Lied von Bernadette (Franz Werfel) (1959)
- Der veruntreute Himmel (Franz Werfel) (1951)
- Der Mensch lebt nicht vom Brot allein (Wladimir Dudinzew) (3 Teile, 1958)